# أنجليو بالومبو

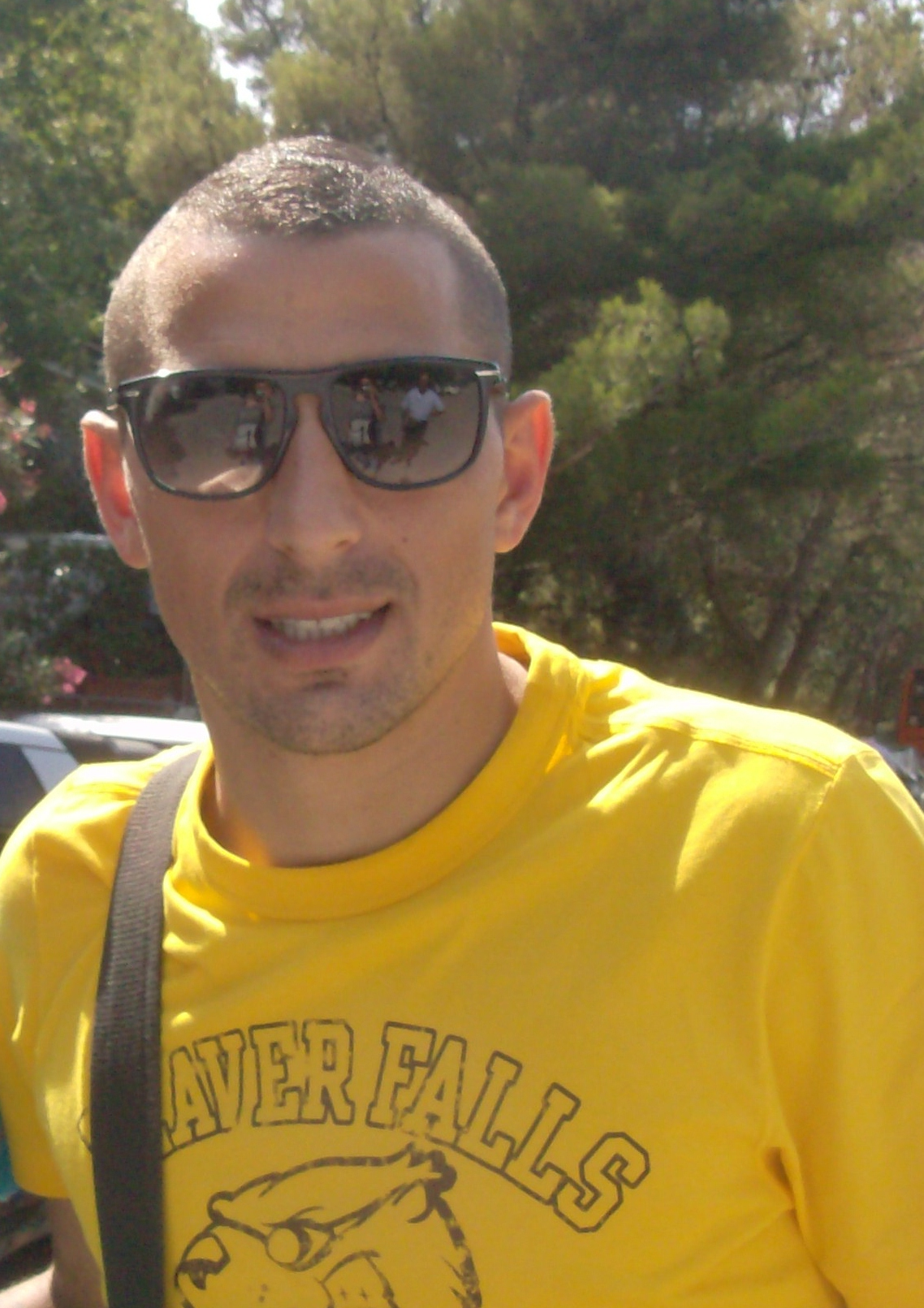

 أنجليو بالومبو  (بالإيطالية: Angelo Palombo)‏، (مواليد 25 سبتمبر 1981) هو لاعب كرة قدم إيطالي محترف سابق لعب كلاعب خط وسط. طوال مسيرته الكروية، لعب مع فيورنتينا وسامبدوريا وإنتر ميلان في الدوري الإيطالي. قضى الغالبية العظمى من ذلك الوقت في سامبدوريا حيث كان قائدًا للنادي ولعب ما يقرب من 15 عامًا.

## مسيرته الكروية

### المسيرة المبكرة
ولد أنجيلو بالومبو في فيرينتينو، وبدأ لعب كرة القدم مع فريق أس فيرينتينو المحلي. قضى موسم 1997-98 مع نادي دوري الدرجة الرابعة أوربانيا كالتشيو. في سن 17، انتقل إلى فريق فانو في دوري الدرجة الثالثة قبل أن يوقع مع فريق فيورنتينا في عام 1999 حيث أمضى عامين يلعب مع فريق بريمافيرا للنادي. ظهر لأول مرة كمحترف في مباراة كأس إيطاليا ضد كومو وظهر لأول مرة في الدوري الإيطالي في 10 فبراير 2002 في هزيمة 2-0 خارج أرضه ضد فينيزيا.

### سامبدوريا وإعارته لإنتر ميلان
انتقل بالومبو إلى سامبدوريا، ثم في دوري الدرجة الثانية، في انتقال مجاني في نافذة الانتقالات الصيفية 2002 عندما أعلن فيورنتينا إفلاسه واضطر إلى بيع لاعبيه. بعد مساعدة النادي الليغوري في الصعود في ذلك الموسم، أسس نفسه كجزء لا يتجزأ من الفريق. خلال موسم 2005-06، سجل هدفه الأول في دوري الدرجة الأولى الإيطالي لسامبدوريا في 18 يناير 2006 ضد نادي طفولته فيورنتينا وظهر لأول مرة في أوروبا في كأس الاتحاد الأوروبي. في سبتمبر. قضى بالومبو العديد من المواسم الجيدة في النادي، مما جعله يلعب بشكل منتظم في المنتخب الإيطالي. عندما هبط سامبدوريا مرة أخرى في نهاية موسم 2010-11، كان مستقبله في النادي موضع شك، مع اهتمام العديد من فرق الدوري الإيطالي ولكن بشكل أساسي ناديه السابق فيورنتينا. بالومبو، قائد النادي في ذلك الوقت، قال، مع ذلك، إنه لا ينوي الانتقال إلا إذا رغب النادي في بيعه وبقي في النادي، وعلق قائلاً: «سأنهي مسيرتي مع سامبدوريا. أنا فخور بتلقي بعض العروض المهمة وأشكر الأندية التي تقدمت. ومع ذلك، لم أفكر في المغادرة هنا، ولا حتى للحظة. أعتقد أنني قد أظهرت بالفعل مدى ارتباطي بهذا القميص».
أمضى النصف الأول من موسم 2011-12 في دوري الدرجة الثانية مع سامبدوريا، ولكن في 31 يناير 2012، وقع مع إنتر على سبيل الإعارة مع خيار الشراء، كبديل لتياغو موتا. ظهر لأول مرة مع النادي في اليوم التالي، حيث جاء كبديل لأندريا بولي في تعادل 4-4 على أرضه ضد باليرمو. ومع ذلك، فقد شارك في ثلاث مباريات فقط مع إنتر في المجموع، وعاد إلى سامبدوريا في نهاية موسم 2011-12 بالدوري الإيطالي، والذي كان قد ضمن مكانًا في الدوري الإيطالي لموسم 2012-13. ومع ذلك، يبدو أنه كان على وشك مغادرة النادي في صيف 2012، بل إنه كان مرتبطًا بالعديد من الأندية الإيطالية الأخرى؛ بعد عدم وجود عروض أخرى، بقي مع سامبدوريا في الموسم التالي، بدأ اللعب بانتظام وتمكن من تجديد عقده مرتين حتى تقاعده.
أعلن اعتزاله كرة القدم الاحترافية في يوليو 2017، بعد أن جمع 459 مباراة مع سامبدوريا في السنوات ال 15 التي قضاها في النادي.

## مسيرته الدولية
كان بالومبو في منتخب إيطاليا تحت 21 عاما الذي فاز ببطولة أوروبا تحت 21 سنة لكرة القدم 2004 وحقق الميدالية البرونزية في دورة الألعاب الأولمبية الصيفية لكرة القدم 2004.
ظهر بالومبو لأول مرة مع منتخب إيطاليا في الهزيمة 0-2 أمام كرواتيا في 16 أغسطس 2006، كبديل لفابيو ليفيراني في الدقيقة 58. كان عضوا في تشكيلة إيطاليا المكونة من 23 لاعبا والتي شاركت في كأس القارات 2009. بعد موسم جيد 2009–10 على مستوى الأندية، اختاره مارتشيلو ليبي في التشكيلة النهائية المكونة من 23 لاعبا لكأس العالم 2010. في المجموع، فاز ب 22 مباراة دولية مع إيطاليا على مستوى عال بين عامي 2006 و 2011.

## روابط خارجية
- أنجليو بالومبو على موقع الاتحاد الدولي (مؤرشف)  (الإنجليزية)
- أنجليو بالومبو على موقع الاتحاد الأوربي (الإنجليزية)
- أنجليو بالومبو على موقع قاعدة بيانات كرة القدم.إي يو (الإنجليزية)
- أنجليو بالومبو على موقع ناشيونال فوتبول تيمز (الإنجليزية)
- أنجليو بالومبو على موقع Soccerbase.com (لاعب) (الإنجليزية)
- أنجليو بالومبو على موقع Soccerway.com (الإنجليزية)
- أنجليو بالومبو على موقع عالم كرة القدم.نت (الإنجليزية)
- أنجليو بالومبو على موقع كووورة
- أنجليو بالومبو على موقع اللجنة الأولمبية الدولية (الإنجليزية)
- أنجليو بالومبو على موقع أوليمبيديا (الإنجليزية)